# Casasola (Ávila)

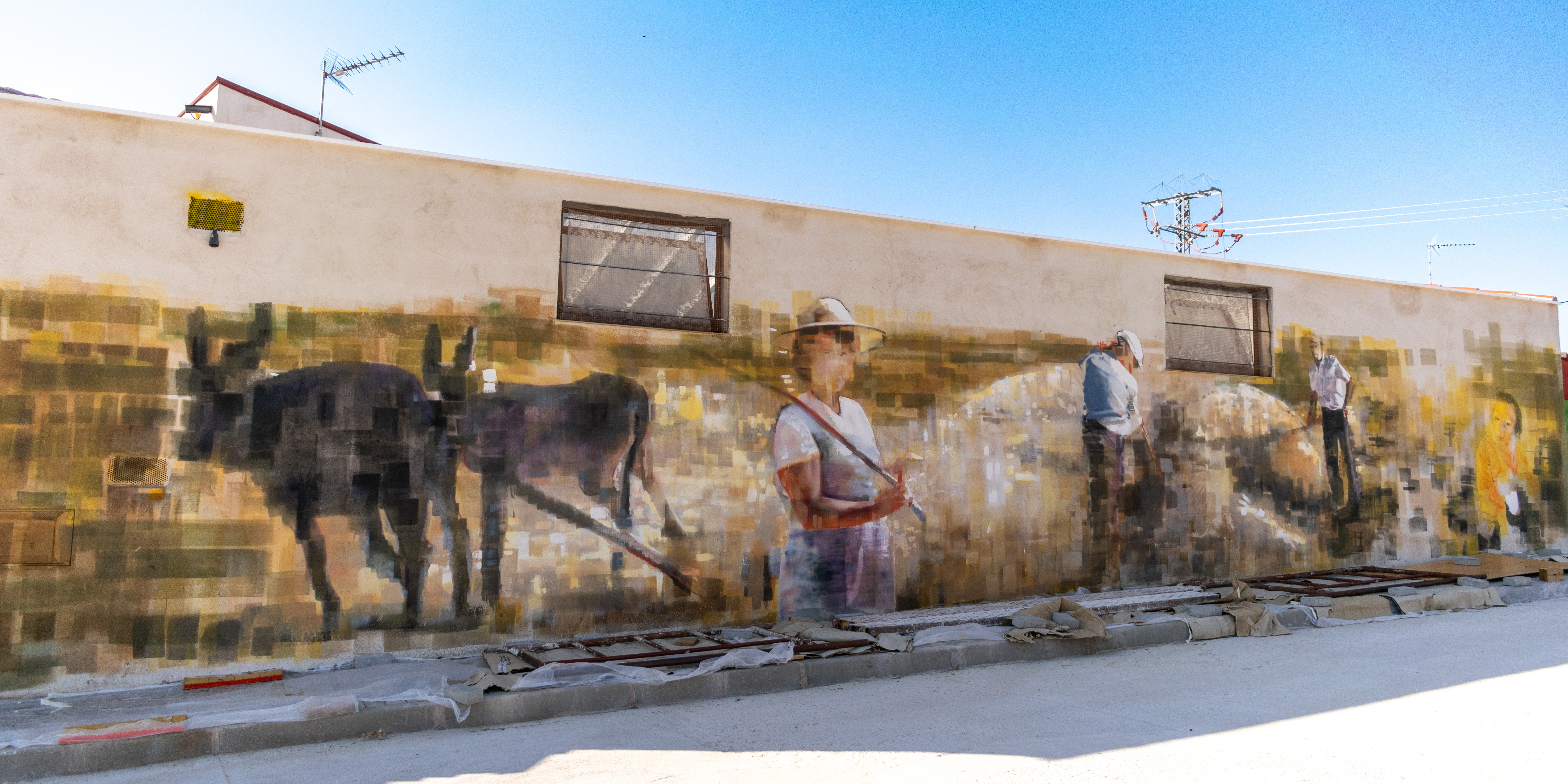
Imagen durante la realización de mural homenaje a las tradiciones de Casasola

Casasola es un municipio de España perteneciente a la provincia de Ávila, en la comunidad autónoma de Castilla y León. En 2024 contaba con una población de 63 habitantes. Su pedanía se llama Duruelo, y cuenta con 32 habitantes (INE 2012).

## Geografía
Ubicación
La localidad está situada a una altitud de 1310 m s. n. m.
| Noroeste: Sanchorreja | Norte: Martiherrero | Noreste: Martiherrero            |
| Oeste: Sanchorreja    |                     | Este: Martiherrero               |
| Suroeste: Padiernos   | Sur: Muñopepe       | Sureste: La Colilla y La Serrada |

## Demografía
Casasola cuenta con una población de 63 habitantes (INE 2024).
| Gráfica de evolución demográfica de Casasola entre 1842 y 2021 |
| |
| Población de derecho según los censos de población del INE. Población de hecho según los censos de población del INE.En este censo se denominaba Casasola y Duruelo: 1842. |